# Institution of Structural Engineers
L'Institution of Structural Engineers è uno dei più grandi ordini di ingegneri strutturali del Regno Unito.
Fondato nel 1909, conta 27.000 membri in 105 Paesi ed ha come presidente Norman Train.